# Nikola VII. Zrinski
Nikola VII. Zrinski (na mađarskom: Zrínyi Miklós; Čakovec, 1. svibnja 1620. – Gornji Kuršanec kod Čakovca, 18. studenoga 1664.), bio je hrvatski ban, vojskovođa i pjesnik.

## Životopis
Grof Nikola Zrinski bio je hrvatski ban od 1647. do 1664. godine. Zbog toga što je rođen u Čakovcu i gdje je proveo velik dio života, neki povjesničari ga nazivaju i Nikola Zrinski Čakovečki. U rodoslovlju cijele obitelji knezova Zrinskih, koja je bila vrlo moćna i utjecajna u srednjovjekovnom Hrvatsko-Ugarskom Kraljevstvu i kasnije u Hrvatskoj u sklopu Habsburške monarhije, on je sedmi po redu s tim imenom, pa mu neki, radi lakše orijentacije, ime pišu kao Nikola VII. Zrinski. U pojedinim tekstovima naziva ga se i Nikola Zrinski mlađi.

### Obitelj i odgoj
Nikola Zrinski praunuk je Nikole Šubića Zrinskog, sigetskog junaka, a unuk Jurja IV. Zrinskog, koji je 1574. godine u Nedelišću dao tiskati znamenitu knjigu Decretum koteroga je Verbeci Ištvan dijački popisal ↓1 hrvatskoga pravnika Ivanuša Pergošića. Nikolin otac, ban Juraj V. Zrinski umro je 28. prosinca 1626. godine u vojnom taboru u Požunu (današnja Bratislava u Slovačkoj), gdje je sudjelovao sa svojom postrojbom u Tridesetogodišnjem ratu. Povijesni izvori govore da je bio otrovan po nalogu austrijskog carskog generala Albrechta von Wallensteina, nakon što je došlo do njihovog verbalnog sukoba.
Nikolina majka, grofica Magdalena Zrinska rođ. Széchy, preudala se nakon toga za baruna Nikolu II. Mlakovečkog (na mađarskom: Malakoczy) Susedgradskog. Za Nikolu i njegovog brata Petra brinulo se tijekom njihove mladosti više znamenitih osoba, među kojima zagrebački biskup Petar Domitrović (stolovao je od 1611. do 1628. godine) i ostrogonski nadbiskup Petar Pazmany. Prvotno o braći skrbili su protonotar Stjepan Patačić i zagrebački biskup Petar Domitrović, a nakon što su oba skrbnika ubrzo umrla, skrb je preuzelo četveročlano povjerenstvo, njihov izravni skrbnik bio je Franjo Batthyány, unuk Nikole IV. Zrinskoga. Obojica su učili i kod isusovaca u Grazu od 1630. do 1634. godine, a zatim u Trnavi u Slovačkoj od 1634. do 1636. godine. U Trnavi je, na isusovačkoj višoj školi, 1636. godine završio retoriku. Nakon školovanja Nikola i Petar Zrinski putovali su po Italiji gdje ih je primio i papa Urban VII. Govorili su najmanje šest jezika: hrvatski, njemački, mađarski, latinski, turski i talijanski jezik.

### Mladi ratnik
Godine 1637. vratio se Nikola na svoj posjed u Međimurje, u utvrđeni čakovečki dvorac. Nikola VII. u Tridesetogodišnjem ratu sudjelovao je 1642., 1643., 1644. i 1646. godine. Po prvi puta sudjelovao je u rujnu 1642. godine i to s postrojbom od 500 konjanika, a 1644. godine pridružio im je još 500 konjanika. Na kraljev poziv 1646. godine s 300 podanika priključio se je hrvatskoj banskoj vojsci i opet sudjelovao u Tridesetogodišnjem ratu. Tada se je istaknuo u bitkama protiv Šveđana i njihova saveznika Jurja I. Rákóczyja, došavši kralju u pomoć u mjestu Skalici, te nanijevši im teške gubitke. Dana 26. siječnja 1646. godine postao general-bojnikom (General Feldwachtmeister). Zbog pokazanog junaštva i vojne vještine, kralj Ferdinand III imenovao ga je 1647. godine "generalom svih Hrvata" (Croatorum omnium generalis), a 27. prosinca iste godine hrvatskim banom. U Varaždinu je na zasjedanju hrvatskog sabora, 14. siječnja 1649. godine postavljen za hrvatskoga bana.
Nikola se 17. rujna 1645. godine vjenčao s groficom Marijom Euzebijom Drašković, kćeri Gašpara II. Draškovića, člana ljutomerskog ogranka te obitelji, ali je ona nakon nekoliko godina braka, u kojem nije bilo djece, umrla. Dana 30. travnja 1652. godine Nikola se u Beču ponovno vjenčao, i to s barunicom Marijom Sofijom Löbl. U tom se braku rodilo im se četvero djece, od kojih je dvoje umrlo kao vrlo maleno, a dvoje je nadživjelo svog oca. To su bili kći Marija Katarina i sin Adam.

### Mađarski pjesnik
Osim što je uspješno ratovao protiv Turaka, Nikola Zrinski bio je mudar političar i intelektualac. Napisao je niz značajnih književnih djela, među kojima je jedno od najpoznatijih velika knjiga lirike koja je objavljena u Beču 1651. godine pod nazivom Adriai tengernek Syrenaia (Sirena Jadranskoga mora), a koju je s mađarskoga jezika na hrvatski jezik prepjevao njegov brat Petar i pod nazivom Adrianskoga mora sirena objavio 1660. godine u Mletcima. U knjizi Adrianskoga mora sirena osim Obside Sigecke kao glavnog sadržaja spjeva nalazi se i niz lirskih pjesama ‒ idile, epigrami sigetskim junacima, pjesma o Kristu, te "zaključna pjesma "Ispivanje" u kojoj Nikola kao pjesnik izvornika progovara o vlastitu ratničkom habitusu".
Autor je i prvoga epa na mađarskom jeziku, Opsidio Szigetiana/Szigeti veszedelem (Propast Sigeta), napisanoga 1647. – 1648. Nikola Zrinski u Mađarskoj smatra se najvećim likom mađarske barokne književnosti.

### Hrvat prije svega
Ipak, Nikola Zrinski sâm je sebe smatrao Hrvatom, kako je to 1659. godine napisao u pismu svom prijatelju zagrebačkom dožupanu Ivanu pl. Ručiću na latinskom jeziku, gdje se nalazi i slavna rečenica "Ego mihi conscius aliter sum, etenim non degenerem me Croatam et quidem Zrinium esse scio", koja u prijevodu glasi: "Inače, svjestan sam, dapače znam, i neću zatajiti da sam Hrvat, i to Zrinski".
Hrvatski domoljub i mađarski pjesnik, bio je to čovjek koji je u praskozorju europskog doba buđenja nacionalnih svijesti i početka težnji za nacionalnim državama, posvetio svoj život očuvanju europske i kršćanske civilizacije, ali i dobrobiti svog naroda. Međutim, našao se istodobno upleten u političke intrige svog doba, koje s njegovim idealima nisu imale puno toga zajedničkog, i može se smatrati tragičnom osobom hrvatske povijesti.
Iste, 1659. godine, Nikola Zrinski osniva franjevački samostan u Čakovcu te dovodi franjevce hrvatske provincije Svetog Ladislava (a ne franjevce mađarske provincije Svete Marije). Godine 2009. obilježava se 350. obljetnica dolaska franjevačkog reda u Čakovec.

### Knjižnica
Kao učen čovjek, Nikola je u svom dvorcu u Čakovcu posjedovao veliku i bogatu knjižnicu, koja je u stručnim krugovima poznata pod imenom Bibliotheca Zriniana. Knjižnica je nastala već puno ranije, tijekom 16. stoljeća, pa i prije, ali se njezinim utemeljiteljem smatra upravo ban i pjesnik Nikola, a za službeni početak nastanka knjižnice uzima se 1662. godina kada je njezin vlasnik organizirao stručnu klasifikaciju knjiga i dao izraditi katalog knjižnice s naslovom Catalogum omnium librorum bibliothecae csaktorniensis excellentissimi atque illustrissimi domini comitis Nicolai a Zrino nan. Anno Domini 1662. die 10. octobris. Taj je katalog, kojega je koncipirao sam Nikola Zrinski, sastavljen na latinskom jeziku, izuzetna rijetkost i vrijednost, i srećom je očuvan do danas.
Znamenita je čakovečka zbirka knjiga Nikole Zrinskog očuvana gotovo na čudesan način. Tu najvrjedniju hrvatsku knjižnicu starijeg razdoblja spasio je splet okolnosti. Nakon iznenadne pogibije bana Nikole, knjižnicu je naslijedio njegov, niti dvije godine star, sin Adam, koji se s majkom Marijom Sofijom i sestrom nešto kasnije odselio iz Čakovca. Ona je odlučila prikupljene knjige ponijeti sa sobom kada je napustila Čakovec nakon suprugove smrti. Na taj način spriječena je opasnost pljačke knjižnice koja je uslijedila nakon smaknuća Adamova strica Petra Zrinskog u Bečkom Novom Mjestu 1671. godine. Tada je, nakon propasti urote zrinsko-frankopanske, po carskoj naredbi cjelokupna imovina Zrinskih zaplijenjena, a posjedi opustošeni. Tijekom Adamova života, kao i nakon njegove smrti, Bibliotheca Zriniana nekoliko puta preseljavana je (pa je dugo bila i u dvorcu Bitov (Vöttau) u današnjoj južnoj Češkoj), a na kraju otkuplila ju je 1893. godine tadašnja Hrvatska zemaljska vlada za 12.000 forinti i predala na čuvanje Nacionalnoj i sveučilišnoj knjižnici u Zagrebu, gdje je i danas, u zbirci Rijetkosti. Njezin cjelokupni fond danas sadrži 731 knjigu neprocjenjive vrijednosti. O knjižnici je pisao i poznati nizozemski znanstvenik Jakob Tollius, koji je posjetio Nikolu u njegovu dvorcu u Čakovcu i bio oduševljen bogatstvom knjižnice i visokom obrazovanošću Zrinskih. U razgovoru s Jakobom Tolliusom o političkoj situaciji u Hrvata napomenuo mu je i kako: "Turci u budućnosti neće predstavljati nikakvu opasnost za naš opstanak, a nakon uzmaka Turaka preostaju Beč i Mleci kao opasne snage, nerazmjerno prodornije od Stambola. Talijanske snage za nas ne dolaze u obzir, francuska politika kralja Ljudevita XVI. je neiskrena i sebična, a engleskoga kralja ne zanima Dunav. Osim na sebe, mi ne možemo računati ni na koga".
Nikola je poznavao i mnoge druge europske znanstvenike, filozofe i ostale znamenite osobe toga doba, te je kontaktirao s njima. U Čakovcu je Zrinske posjetio i poznati turski putopisac i diplomat Evlija Čelebi. Evlija Čelebi u izvornome rukopisu Putopisa napisao je dosta podataka o Nikoli VII. Zrinskom, o njegovu karakteru, vojnim poduhvatima, posjedima obitelji Zrinski, te o štovanju Osmanlija prema Zrinskima.

### Pobjednik mnogih bitaka
Povijest Zrinskih bila je obilježena neprestanim ratovanjima protiv Turaka. Ban Nikola Zrinski je zajedno s bratom Petrom uspješno ratovao protiv osmanlijske vojske, i dok ih je cijela Europa slavila, neiskusni i nesposobni kralj Leopold I. ih je stalno opominjao da ostave Turke na miru i "poštuju primirje". Godine 1660. je, primjerice, Nikola Zrinski držao u "mat poziciji" tursku utvrdu Kanižu (danas Nagykanizsa u jugozapadnoj Mađarskoj), ali je dobio zapovijed da mora zaustaviti napad i povući svoje ratnike, pa se, ljut i razočaran, povukao u svoje sjedište u Čakovec.[nedostaje izvor] Ipak, u mnogim bitkama i manjim okršajima potukao je neprijatelja zadavši mu bolne udarce.

#### Bitka kodKostajnice1651.
Budući da su Osmanlije često prelazili tadašnju granicu, upadajući u Hrvatsku na svojim brzim konjima koji su ih nosili u iznenadne pljačkaške pohode, ban Nikola je povremeno uzvraćao udarac, kako bi ih kaznio i zastrašio. Tako je u kolovozu 1651. godine preko Siska i Petrinje poveo svoju vojsku na Kostajnicu, gdje je na lijevoj obali rijeke Une, nasuprot kostajničke tvrđave, došlo do otvorene bitke s turskim snagama. Turci nisu izdržali nalet Hrvata, nego su počeli panično bježati preko mosta, kako bi se sklonili u utvrdi. Vidjevši da se stvari nepovoljno odvijaju, zapovjednik kostajničke tvrđave Omer-aga naredio je dizanje pokretnog mosta preko Une, kako čete Zrinskog ne bi mogle napasti samu tvrđavu. Time je svoje vojnike koji su još bili na lijevoj obali Une, ostavio na milost i nemilost Hrvatima.
Nikola Zrinski nije tada napao samu utvrdu na desnoj obali Une, nego je naredio prekid pohoda i povratak prema Petrinji, da ne bi bio optužen za kršenje primirja koje je tada bilo na snazi. Kostajnički poraz osmanske vojske primirio je njezine agresivne zapovjednike i neko vrijeme većih izgreda na tadašnjoj granici nije bilo.

#### Obrane tvrđave Novi Zrin
Godine 1661. Nikola Zrinski je, kako bi pojačao obranu od turske opasnosti koja je dolazila s ugarske strane, bez dopuštenja bečkog dvora dao izgraditi velebnu utvrdu Novi Zrin, blizu ušća Mure u Dravu, na samom istočnom rubu Međimurja. Tim činom izazvao je gnjev Turaka, koji su reagirali tako što su nekoliko puta napali tu utvrdu, ali kako je ona bila dobro branjena (s 24 topa na zidinama) i dobro opskrbljena zalihama baruta, hrane i drugih potrepština, nisu je u prvim godinama uspjeli osvojiti.
Jedna od većih bitaka za utvrdu Novi Zrin odvijala se 13. kolovoza 1663. godine, kada je bila napadnuta od oko 6000 Osmanlija. Nikola Zrinski, koji je osobno vodio hrvatske obrambene postrojbe, uspio je neprijatelja odbaciti i kasnije ga natjerati na povlačenje. Procjene gubitaka: osmanske snage 566, a hrvatska vojska 30. Toga kolovoza Turci su još u dva navrata pokušali osvojiti utvrdu, ali opet bez uspjeha.
Do bitke za utvrdu Novi Zrin ponovno je došlo 17. studenoga 1663. godine, a ishod te bitke opet bio je povoljan za hrvatske branitelje. Nikolina obrana Novog Zrina, kao i pobjeda Petra Zrinskog nad Turcima, u bitki kod Jurjevih Stijena pokraj Otočca, potaknuli su divljenje i euforiju u Europi, povećavši slavu Zrinskih.
Ipak, Novi se Zrin bez kraljeve pune potpore nije mogao održati. Velika turska vojska kojom je zapovijedao osobno veliki vezir Fazıl Ahmed-paša Ćuprilić (tur. Köprülü) uz pomoć tatarskih snaga napala je utvrdu 5. lipnja 1664. godine i nakon nešto više od mjesec dana duge opsade uspjela ju osvojiti, te 7. srpnja 1664. godine do temelja razoriti. Usprkos ustrajnim Nikolinim nastojanjima da isposluje kod glavnog zapovjednika habsburške carske vojske Raimunda Montecuccolija da se sa svim raspoloživim snagama (oko 30.000 vojnika stacioniranih nekoliko kilometara od Novog Zrina) napadne Turke i prekine opsada, ovaj je to odbio jer naputak koji je dobio imenovanjem bio je kako može intervenirati samo ako tursko napredovanje uistinu ugrozi Beč, te ih je napao tek kada su ovi krenuli ka Beču.
Sve to izazvalo je Nikolino ogorčenje, te uz kasnije događaje (nepovoljni mirovni sporazum s Osmanlijama) utjecalo na stvaranje Zrinsko-frankopanske urote.

#### Osječki most – rez turske žile kucavice
Na početku 1664. godine mudrom i razrađenom ratnom strategijom i taktikom Nikola Zrinski je, krenuvši prema istoku, uništio više turskih uporišta u tada okupiranoj Ugarskoj, te je provalio preko Baranje, zauzeo Dardu, te sve do grada Osijeka, spalivši osječku palanku, no cijeli grad nije mogao zauzeti bez topova. Tamo je početkom veljače izveo jednu od svojih najspektakularnijih akcija, koja je odjeknula Europom, kada je spalio i znatno oštetio nekoliko kilometara dug čuveni drveni Sulejmanov most preko rijeke Drave (i okolnih močvara), izgrađen još 1566. godine, koji je povezivao Osijek i Dardu u Baranji. Njime je turska vojska prodirala u Europu i vršila opskrbu svojih postrojbi, pa je spaljivanjem jedno vrijeme presječena ta turska žila kucavica. Nikolin "prodor do Osijeka i spaljivanje Sulejmanovog mosta danas se proučava kao primjer vojne akcije sa svim elementima diverzije koja je, zapravo, karakteristika modernog ratovanja".
Zbog velikih i sjajnih pobjeda (zimski pohod u siječnju i veljači 1664. godine) španjolski kralj Filip IV. dao je Nikoli Zrinskom 20. travnja 1664. godine odličje "viteza zlatnoga runa". Francuski kralj Ljudevit (Luj) XIV. imenovao ga je svojim počasnim plemićem (perom – od engleske riječi Peer). Francuski kralj Ljudevit (Luj) XIV. nagradio ga je s 10.000 talira, te mu je poklonio znamenitu tapiseriju Zrinska vojna, rad osobno majstora Gobelina.

### Buntovnik protiv Vašvarskog mira
Dana 1. kolovoza 1664. godine Habsburška carska vojska, uz pomoć vojnih postrojbi iz nekih europskih zemalja, strahovito je razbila Turke kod Monoštra (mađ. Szentgotthárd). Kralj Leopold I., međutim, nije iskoristio tu pobjedu, nego je s neprijateljem sklopio nepovoljni sporazum poznat kao „sramotni Vašvarski mir“, s uvjetima kao da su Turci bili pobjednici. Ugarski i hrvatski staleži nisu bili zadovoljni iznimno lošim uvjetima tog mira, jer su Turci mogli zadržati sve što su do tada osvojili, a kako im je Beč onemogućio politikom da se zakonito izbore za svoja prava, nije bilo druge nego da se hrvatske i ugarske vođe udruže, te ostvare svoja prava pokretom protiv bečkog dvora, koji je poznat pod nazivom Zrinsko-frankopanska urota.
Na čelu nezadovoljnika s hrvatske strane bio je Nikola Zrinski, dok je s mađarske strane to bio Franjo (mađ. Ferenc) Wesselényi. Kako je upravo u to vrijeme francuski kralj Ljudevit (Luj) XIV. bio u sukobu s bečkim dvorom zbog europske politike, došlo je i do pregovora buntovnika s njim o suradnji, ali ona na kraju nije ostvarena.

### Pogibija
U burnim danima i tjednima koji su slijedili nakon Vašvarskog mira u redovima nezadovoljnika, 18. studenoga 1664. godine Nikola pogiba pod nejasnim okolnostima u lovu na vepra. To se dogodilo u blizini međimurskog naselja Gornji Kuršanec, južno od Čakovca, na području lovišta zvanog Kuršanečki lug. Postoje sumnje da je ubijen po nalogu bečkog dvora, ali je sve zataškano i prikazano kao smrt od ranjenog divljeg vepra. Njegovom smrću Zrinsko-frankopanska urota izgubila je svog predvodnika.
Znameniti hrvatski ban pokopan je 21. prosinca 1664. godine u obiteljskoj grobnici Zrinskih u kompleksu pavlinskog samostana u Svetoj Jeleni, lokalitetu udaljenom dva kilometra sjeverno od Čakovca. Pogrebni obred vodio je zagrebački biskup Petar Petretić, a govor je održao lepoglavski pavlin Ivan Kery. U pogrebnome govoru Ivan Kery bana je nazvao "utjehom Ugarske, svjetlošću Slavonije, očnim vidom Hrvatske, potporom Dalmacije, srcem Europe, idolom države, slavom kršćanstva, štitom carevine te najjačim zaštitnikom općega dobra i primjerom svakog ljudskog nastojanja".
Po riječima tajnika obitelji Zrinski, patera Marka Forstalla, tijelo pokojnika »21. prosinca svečanim sjajem, na pogrebu ukrašenim brojnim ratnim zastavama i drugim plijenom otetim od neprijatelja, pokopano je u mjedenom sarkofagu u grobnici njegovih otaca u Sv. Jeleni«.
U spomen na njegovu tragičnu pogibiju 18. studenoga 1994. godine ponovno postavljen mu je spomenik, u naselju Gornjem Kuršancu. ↓2

## Djela
- Adriai tengernek Syrenaia, Beč, 1651., (prepjev na hrv. jeziku: Adrianskoga mora sirena, Mletci, 1660.)

U rukopisu je ostavio:
- Ne bántsd a Magyart (Ne diraj Madžara)
- Vitéz hadnagy (Hrabri vitez), zbirka meditacija o vojničkoj hrabrosti
- Mátyás király életéről való elmélkedések (Razmišljanje o životu kralja Matije)
- Az török áfium ellen való orvosságban (Lijek protiv turskog opija)

## Naslijeđe i spomen
U vrijeme svoje smrti, Nikola Zrinski Čakovečki bio je na vrhuncu slave. Nakon njegove pogibije, vodstvo urote preuzimaju drugi pojedinci (u Hrvatskoj njegov brat Petar Zrinski i Fran Krsto Frankopan, a u Ugarskoj ostrogonski nadbiskup Đuro Lippay, ugarski palatin Franjo Wesselenyi, te Franjo Nádasdy i Erazmo Tattenbach). Nekoliko godina potom dolazi do sloma urote (1670. – 1671.) i potpunog raspada pokreta.
Nikolina supruga Sofija se nakon njegove smrti odselila iz Čakovca, zajedno s dvoje male djece. Svoje školovanje sin Adam i kći Marija Katarina nastavili su u Beču. Tek 1681. godine vratio se Adam na obiteljsko vlastelinstvo u Međimurje i, kao i njegovi predci, uključio u borbu protiv Turaka. Kao austrijski časnik poginuo je u bitci s Turcima kod Slankamena, 19. kolovoza 1691. godine. Neki povijesni izvori govore da ga je zapravo jedan austrijski vojnik ustrijelio metkom u leđa. Budući da nije imao djece, njegovom smrću ta je grana obitelji Zrinski usahnula. Na životu je ostao još jedno vrijeme samo njegov bratić Ivan Antun Zrinski, posljednji muški potomak slavne velikaške obitelji knezova Zrinskih. Ivan Antun Zrinski 1683. godine optužen je za veleizdaju i utamničen, provevši dvadeset godina po austrijskim zatvorima umro je od upale pluća u Grazu, u utvrdi Schlossberg, 11. studenoga 1703. godine.
Slavom ovjenčanom hrvatskom banu i pjesniku Nikoli Zrinskom 1904. godine tadašnje vlasti su na glavnom trgu, u središtu grada Čakovca, podigle velebni spomenik visok oko osam metara. Na vrhu spomenika šepiri se veliki orao raširenih krila koji stoji na maču i liri, simbolizirajući junaštvo i pjesništvo Nikole Zrinskog.
Spomenik mu je podignut kod utvrde Novi Zrin, 2001. godine.

## Galerija
- Skrbnici Nikole Zrinskog Čakovečkog
- Groff Zrini Miklos: Adriai tengernek Syrenaia
- Adrianskoga mora sirena
- Novi Zrin
- Portret Nikole Zrinskoga (između 1662. i 1663., autor: (Jan Thomas van Ieperen)
- Osječki most sultana Sulejmana
- Zimska vojna Nikole Zrinskog Čakovečkog (1664.)
- Nikola i Petar Zrinski, spaljivanje osječkoga mosta (17. stoljeće, bakrorez, rad nepoznatoga autora)
- Opsada Kaniže, svibanj 1664., pod vodstvom Nikole Zrinskoga, generala Wolfganga Juliusa Hohenlohe-Neuensteina i generala Petera Strozzija
- Poprsje Nikole Zrinskoga u Donjoj Dubravi
- Nikola Zrinski Čakovečki (poprsje u Muzeju Međimurja)
- Poprsje Nikole Zrinskoga u Vojnoj akademiji Miklós Zrínyi, Budimpešta
- Kip Nikole Zrinskoga (Muzej ratne povijesti u Budimpešti)
- Zrinska garda - povijesna vojna postrojba iz Čakovca kod spomenika Nikoli Zrinskom u Donjoj Dubravi
- Portreti i odjeća Nikole i njegove supruge Marije Sofije Löbl